# Metal Militia
«Metal Militia» es la décima y última canción del álbum de estudio debut titulado Kill 'Em All del grupo musical estadounidense de thrash metal Metallica. La letra habla de una dominación global por parte de la 'milicia del metal', haciendo alusión a todos los fanáticos del metal.

## Versiones
- Esta canción fue versionada por el grupo Exmortem en el álbum tributo a Metallica Metal Militia - A Tribute to Metallica II
- Esta canción fue versionada por el grupo Engrave en el álbum tributo a Metallica Overload - A Tribute to Metallica
- Esta canción fue versionada por el grupo Skw en el álbum tributo a Metallica Phantom Lords - A Tribute to Metallica
- Esta canción fue versionada por el grupo Exmortem en el álbum tributo a Metallica A Metal Tribute to Metallica
- Esta canción fue versionada por el grupo Exiled en el álbum tributo a Metallica Phantom Lords - A Tribute to Metallica
- Esta canción fue versionada por el grupo The Dark en su álbum tributo a Metallica A Tribute to the Greatest Hits of Metallica

## Créditos
- James Hetfield: Voz y guitarra rítmica.
- Kirk Hammett: Guitarra líder.
- Cliff Burton: Bajo eléctrico.
- Lars Ulrich: Batería.